# Seututie 870
Pour les articles homonymes, voir Route 870.
La route régionale 870 (finnois : Seututie 870) est une route régionale allant Rautavaara jusqu'à Sotkamo en Finlande.

## Description
La route part au nord de la route principale 87 dans la municipalité de Rautavaara puis traverse Lehtomäki, Laakajärvi, Taattola, Tuhkakylä et Parkua pour se terminer à Kontinjoki à la frontière de Sotkamo et de Kajaani en rejoignant la route nationale 6.
La mine de Talvivaara est située au bord de la route près de Tuhkakylä.